# Karl-Liebknecht-Straße (Leipzig)
Die Karl-Liebknecht-Straße (umgangssprachlich Karli) ist eine bedeutende Straße in Leipzig, die sich vom südlichen Stadtzentrum nach Süden zieht. Die etwa 2,5 Kilometer lange Straße erstreckt sich als Fortsetzung des Peterssteinwegs vom Abzweig der Emilienstraße im Stadtgebiet Zentrum-Süd über die Südvorstadt bis zum Connewitzer Kreuz in Connewitz.

## Geschichte
Die Karl-Liebknecht-Straße entstand während des Baubooms Ende des 19. Jahrhunderts beziehungsweise um 1880. Davor befand sich hier ein weniger stark befestigter Weg, der dem Verlauf der heutigen Kochstraße folgte. Der Weg verband die Leipziger Innenstadt mit Alt-Connewitz.
Der nördliche Straßenabschnitt bis zum Südplatz bestand schon im Mittelalter und war Teil der Via Imperii. Bis etwa Mitte des 19. Jahrhunderts hieß dieser Abschnitt Connewitzer Chaussee und von 1839 mit dem Ausbau der Südvorstadt bis 1933 hieß er Zeitzer Straße.
Bis 1856 stand an seinem südlichen Ende das „äußere Peterstor“ („Zeitzer Tor“). Der sich anschließende Straßenabschnitt stadtauswärts ab Schenkendorfstraße hieß von 1874 bis 1933 Südstraße.

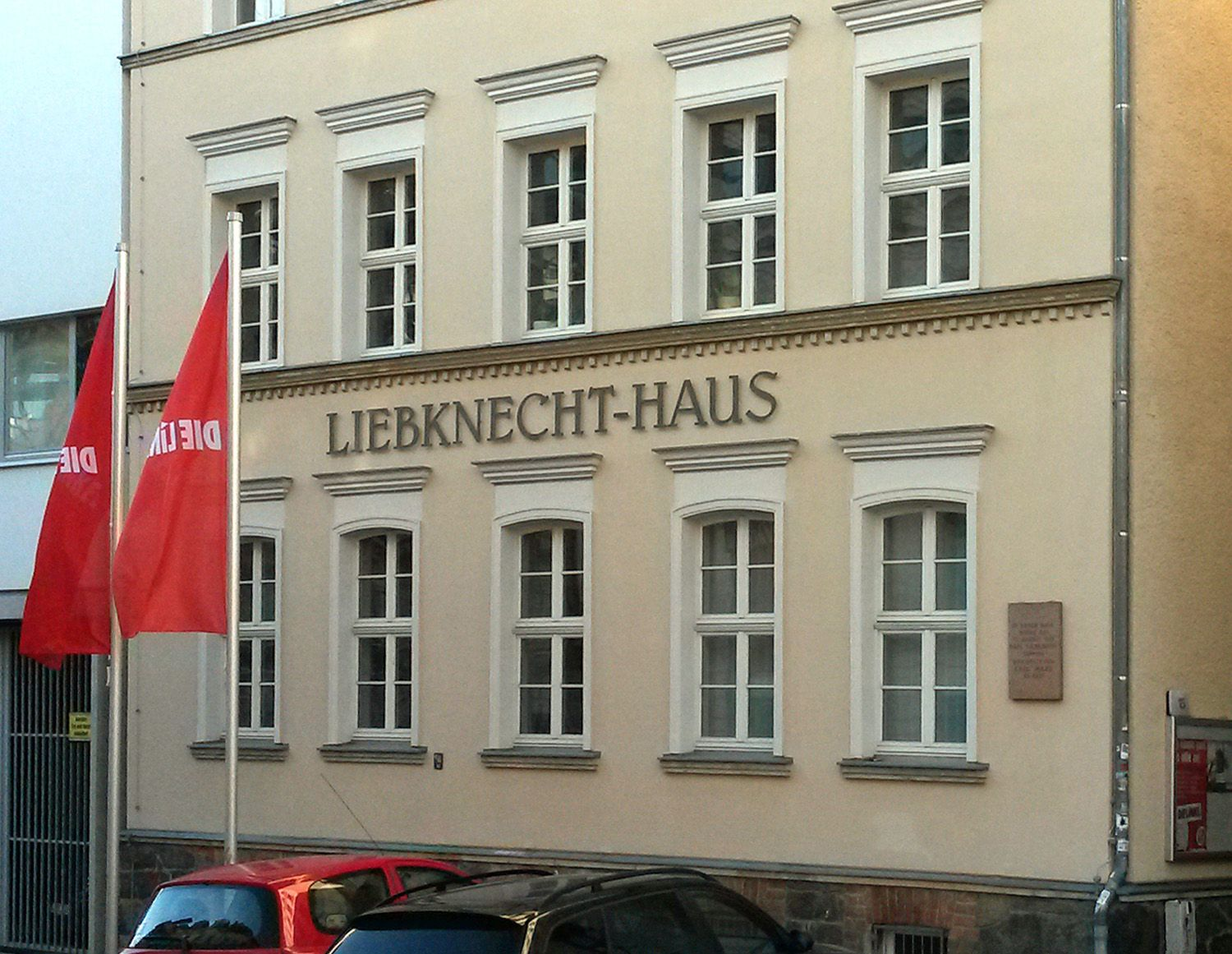
Geburtshaus von Karl Liebknecht in der Braustraße (2016)

Die Zusammenlegung beider Straßen erfolgte 1933; dabei wurde sie am 29. März 1933 in Adolf-Hitler-Straße, am 18. Mai 1945 unter US-amerikanischer Besatzung wieder in Südstraße umbenannt. Am 1. August 1945 erhielt die Straße nun unter sowjetischer Besatzung nach dem Leipziger KPD-Mitbegründer Karl Liebknecht (1871–1919) ihren heutigen Namen. Sein Geburtshaus befand sich in der Braustraße 15, einer Nebenstraße der Karl-Liebknecht-Straße. Liebknecht hatte später auch im Haus Südplatz 11, heute Karl-Liebknecht-Straße 69, gewohnt. Wegen der drei Umbenennungen innerhalb kurzer Zeit erhielt die Straße von der Leipziger Bevölkerung die scherzhafte Bezeichnung „Adolf-Südknecht-Straße“.
Nach der Wende wurde im November 2002 vorgeschlagen, der Straße den Namen „Straße des 17. Juni“ zu geben. Das lehnte die Mehrheit der Leipziger Bevölkerung jedoch ab.
Um 2000 entwickelte sich besonders in dem Teil der Karl-Liebknecht-Straße zwischen Südplatz und Kurt-Eisner-Straße ein reichhaltiges Angebot an Restaurants und Cafés mit zahlreichen straßenseitigen Freisitzen, was auch zum Begriff einer „Kneipenmeile“ führte.
Weitere Bezeichnungen der Leipziger für die Straße sind „Südmeile“ oder kurz „Karli“.

## Verkehr

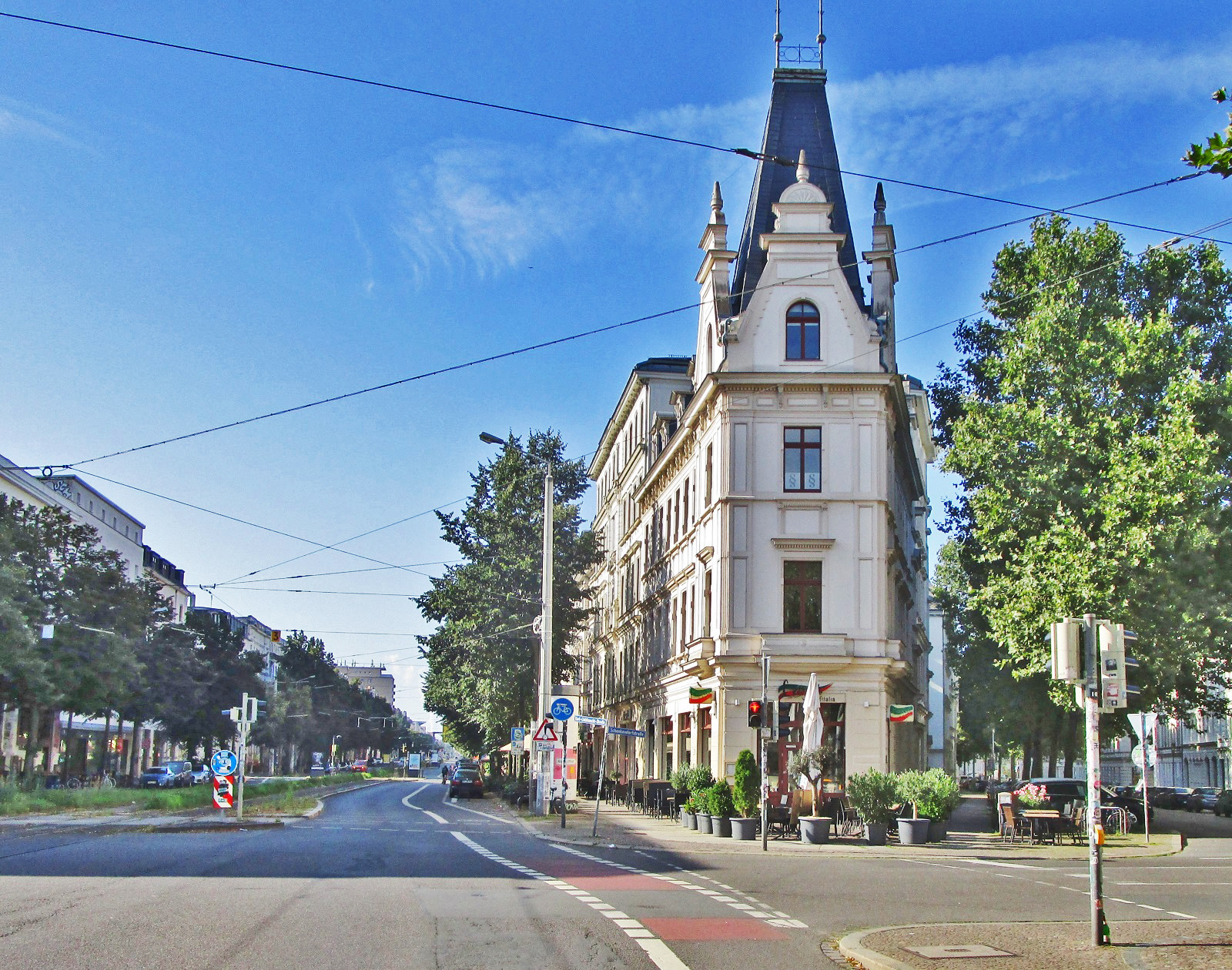
Vom Südplatz nach Süden (2021)

Der alte Straßenverlauf über die Kochstraße diente bereits 1872 als Trasse für die Leipziger Pferde-Eisenbahn-Gesellschaft. 1881 wurde die Schienentrasse in einer zweiten Bauphase über die damalige Zeitzer und heutige Karl-Liebknecht-Straße umgelegt. 1896 wurde die Strecke elektrifiziert und ging an die Große Leipziger Straßenbahn. Mit der Gründung der Leipziger Verkehrsbetriebe (LVB) am 29. Juli 1938 übernahmen diese den Straßenbahnbetrieb. Jetzt verkehren hier die Linien 10 und 11 und ab Richard-Lehmann-Straße die Linie 9 und die Bus-Linie 70. Vom Januar 2014 bis November 2015 wurde die Straße in ihrem nördlichen Abschnitt bis zum Südplatz für den Verkehr grundlegend erneuert. Die Gleisanlagen zwischen den Kreuzungen Kurt-Eisner-Straße und Richard-Lehmann-Straße wurden 2018 saniert und unter anderem aus ästhetischen und lärmschutztechnischen Gründen mit einem Grün- oder Rasengleis ausgestattet.

## Bebauung
Die Karl-Liebknecht-Straße wird überwiegend von Gebäuden aus den Bauepochen des Spätklassizismus, des Historismus, des Jugendstils und der Reformarchitektur sowie vereinzelt des Expressionismus und des Art déco gesäumt. Einige Lückenschlüsse stammen aus der Zeit der DDR. Der Baubestand ist fast vollständig saniert, wobei an den während der DDR-Zeit sanierten Häusern häufig der Bauschmuck beseitigt wurde (Entstuckung).
Stadtauswärts ist der erste markante Bau (Nr. 8–14) das von 1913 bis 1917 errichtete Verwaltungshaus des Verbandes Deutscher Handlungsgehilfen mit der 47 Meter hohen Kuppel, das bis 2013 der Verwaltungssitz der Leipziger Verkehrsbetriebe war. Das nach mehreren Zerstörungen immer wieder aufgebaute Volkshaus (Nr. 30/32) beherbergt unter anderem die Regionalvertretungen von ver.di und des DGB. Ihm gegenüber steht hinter einem Grünstreifen der aus vier Häusern bestehende siebenstöckige DDR-Plattenbaublock, in dessen Erdgeschoss zu DDR-Zeit ein großes Möbelgeschäft existierte.
Linksseitig folgt das von Michael Fischer-Art (* 1969) mit comicartigen Figuren bemalte Haus (Nr. 43), dem auf dem Gelände des ehemaligen VEB Feinkost die animierte Leuchtreklame der Löffelfamilie gegenübersteht. Am Ende der ehemaligen Zeitzer Straße (Nr. 44) steht das 1856 erbaute zum damaligen Zeitzer Tor gehörende Wächterhaus, das heute einen Irish Pub beherbergt. Die Nr. 46 ist der Flachbau der Kultureinrichtung naTo, ehemals Aufklärungslokal der Nationalen Front. Ein besonderes Denkmalobjekt ist die Adresse Südplatz 1. Hier wurde eine gründerzeitliche öffentliche Retirade von 1887 im Jahr 2010 zu einem Imbiss-Kiosk umfunktioniert.

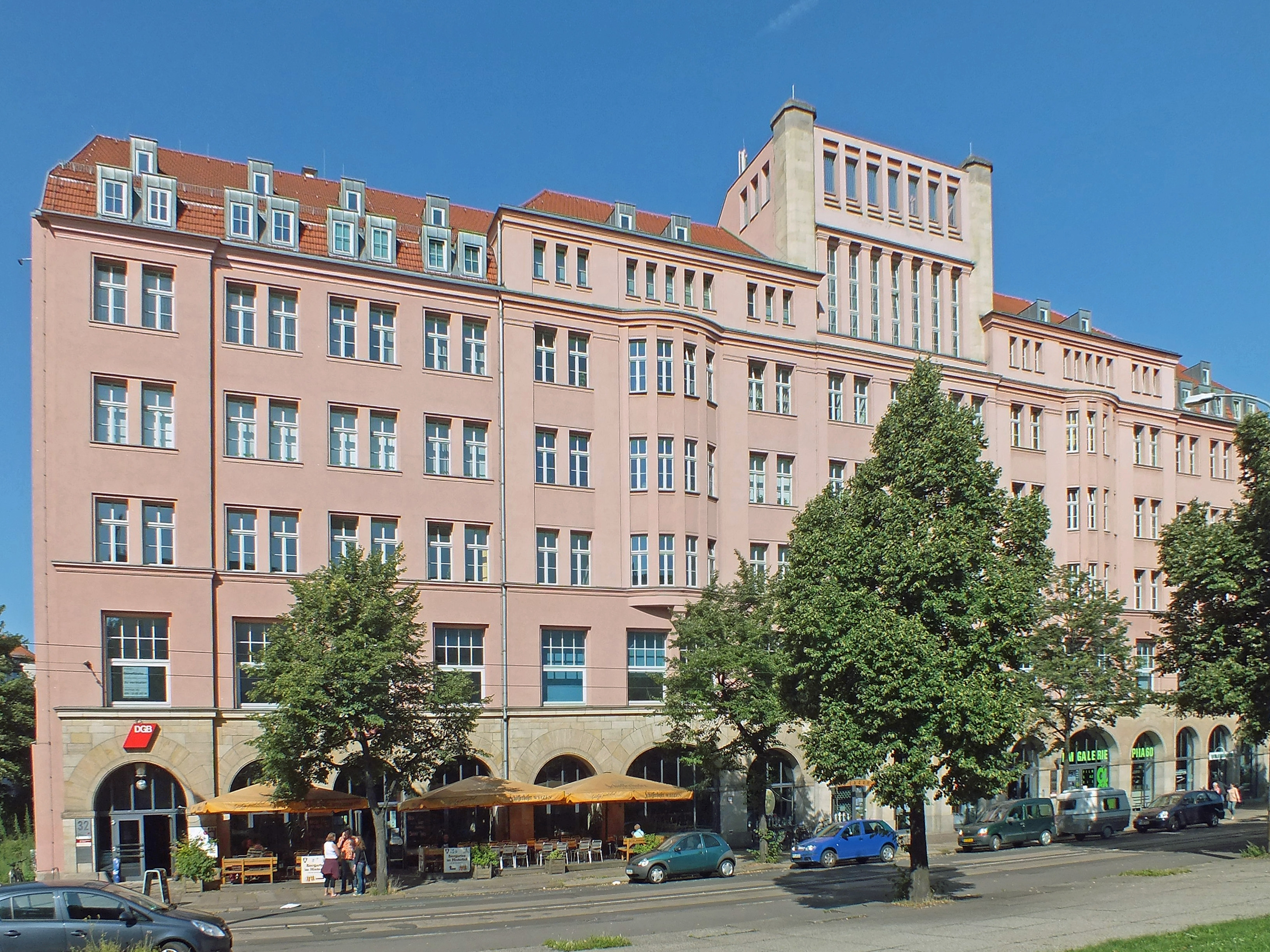
Das Volkshaus (2013)
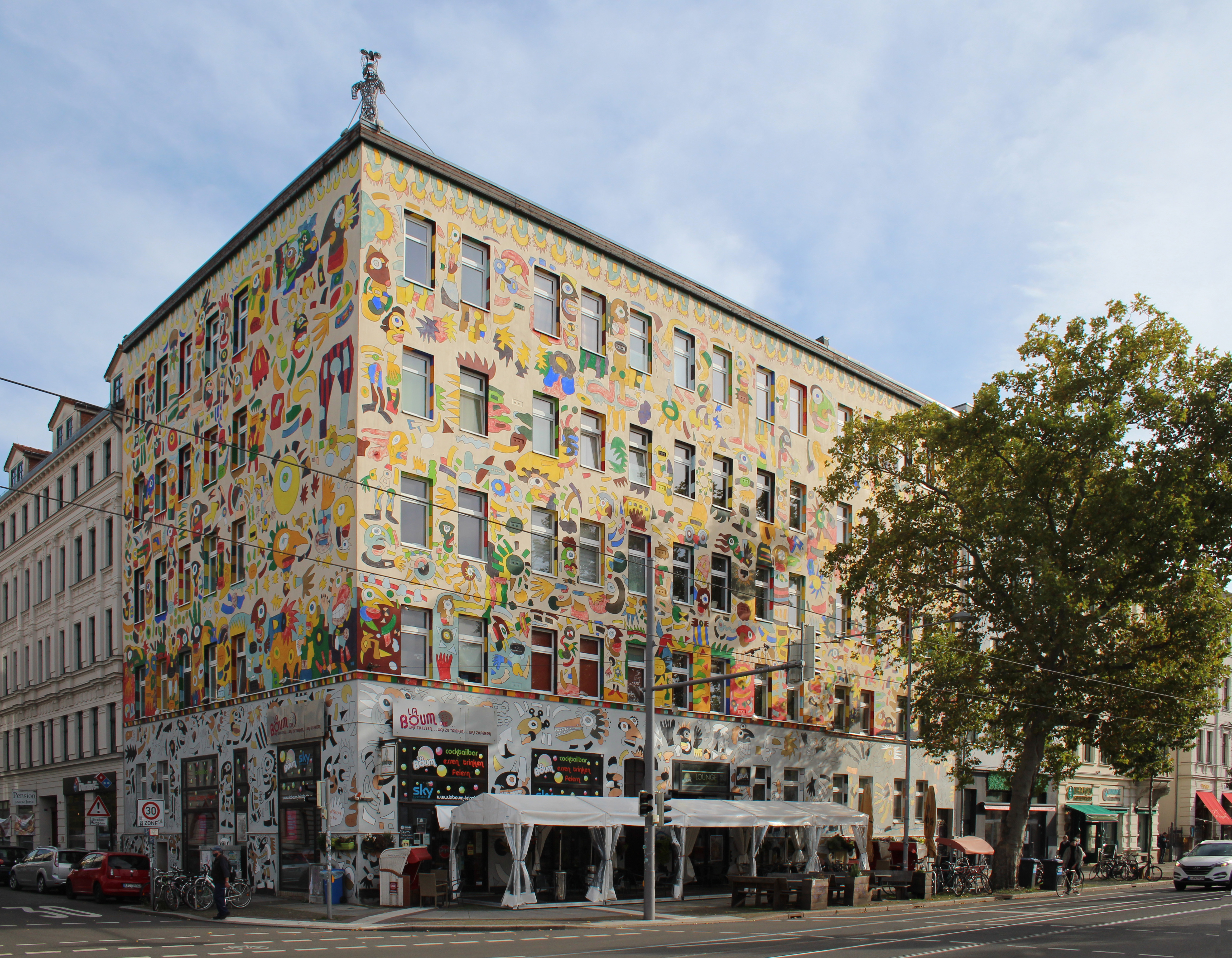
Das von Fischer-Art gestaltete Haus (2020)
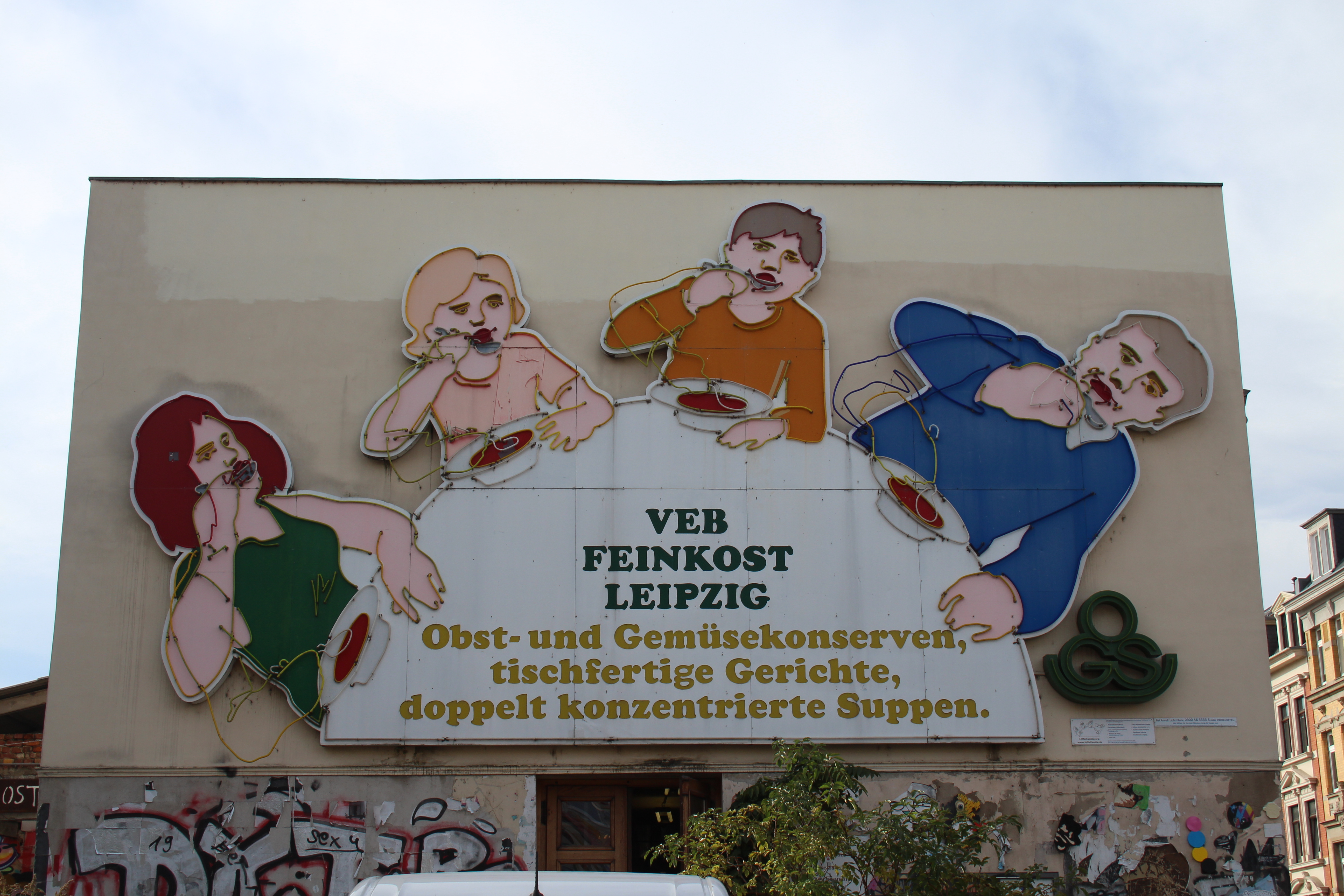
Die Löffelfamilie am Feinkostgelände (2020)
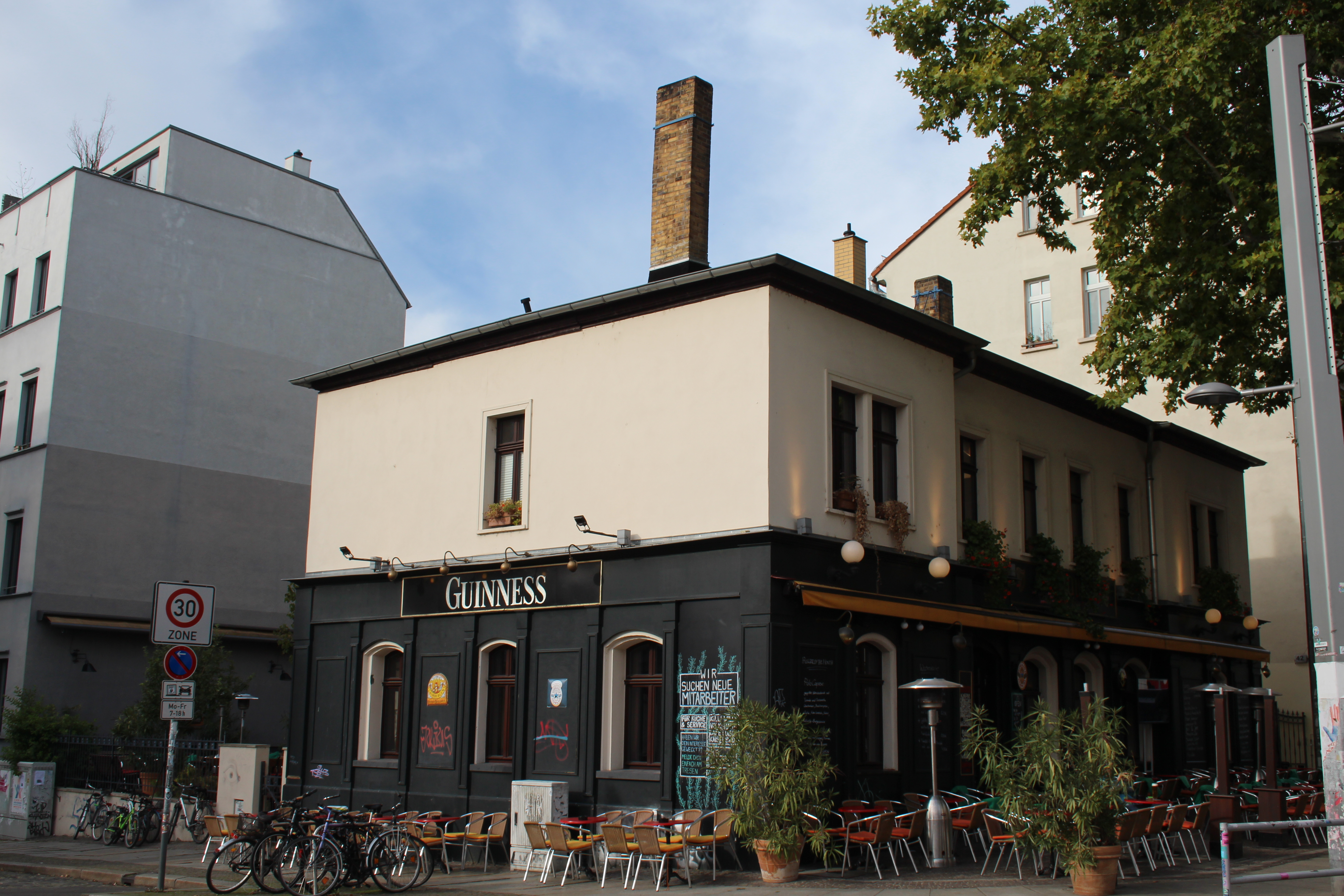
Das Wächterhaus von 1856 (2020)
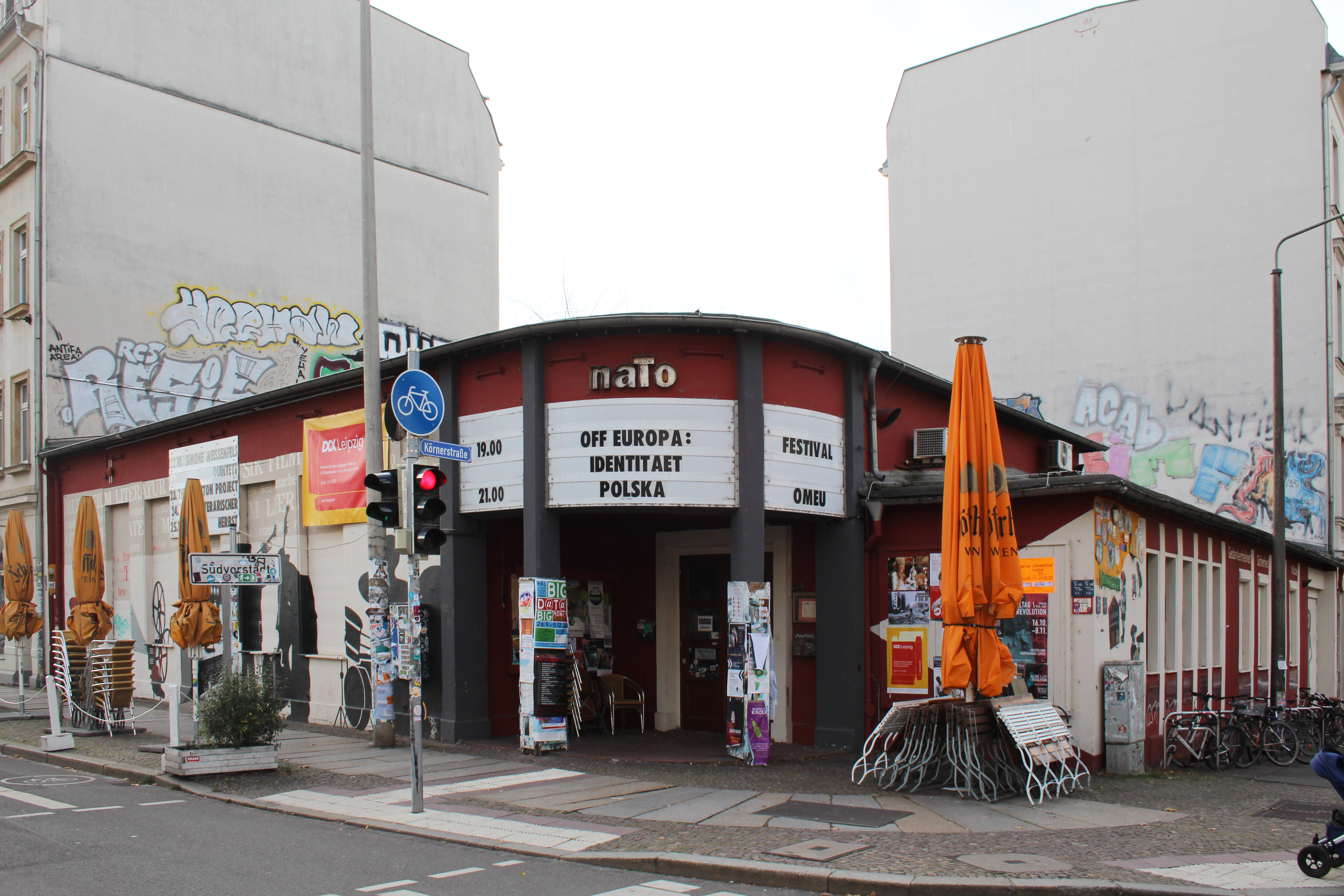
Kultureinrichtung naTo (2020)
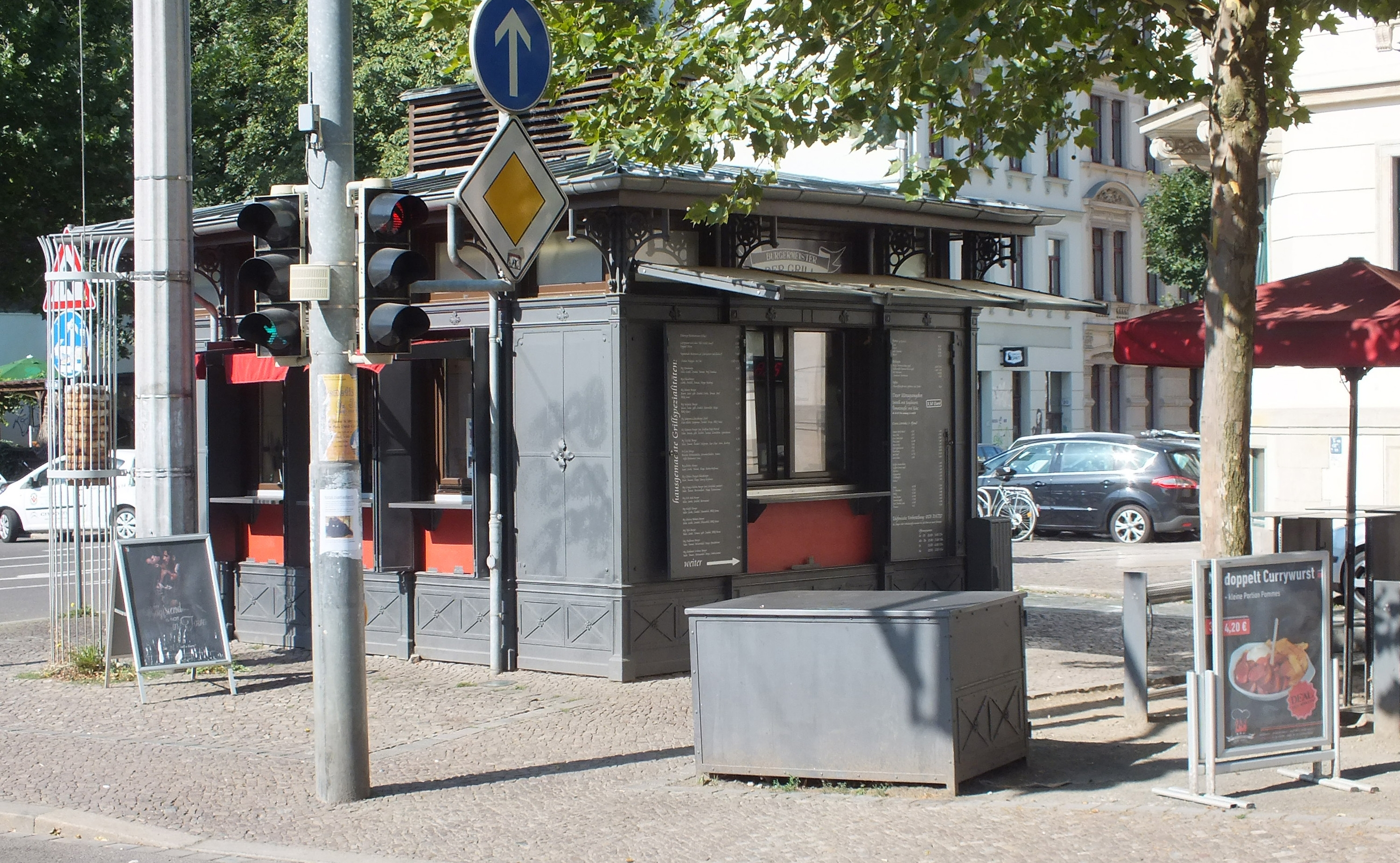
Der Imbiss in der ehemaligen Retirade (2013)

Gegenüber dem bereits 1890 vom Leipziger Ratsgärtner Otto Wittenberg (1834–1918) als Grünanlage angelegten Heinrich-Schütz-Platz stand bis zu ihrer Sprengung 1958 die im Zweiten Weltkrieg beschädigte Andreaskirche. Als Ersatz für ihre Funktion als städtebauliche Höhendominante entstand 1964 am Rand des nun leeren Platzes an der Ecke zur Scharnhorststraße ein elfgeschossiges Wohnhochhaus (Scharnhorststraße Nr. 17). Ab etwa der Richard-Lehmann-Straße dominieren Großbauten, so in einem Neubau mit einem turmartigen Gebäudeteil (Nr. 141) eine Filiale der Deutschen Bundesbank. Im Bürohaus (Nr. 143) nach der Richard-Lehmann-Straße war zu DDR-Zeit die Bezirksleitung der SED untergebracht. Ihm gegenüber mit einem Turmaufsatz an der Ecke Richard-Lehmann-Straße und einem Anbau aus der DDR-Zeit steht das Hauptgebäude der HTWK (Geutebrück-Bau), früher die Hochschule für Bauwesen (HfB) und danach die TH Leipzig. Das 1926 errichtete Gebäude Hausnummer 145, geschmückt von expressionistischer Bauplastik, wurde bis Anfang der 1950er Jahre von der Oberpostdirektion Leipzig genutzt (Hauptpost). Anschließend diente es als Sitz des Rates des Bezirkes Leipzig; nach der deutschen Wiedervereinigung war es kurzzeitig Regierungspräsidium. Seit 2001 gehört es nach umfangreichen Baumaßnahmen als „Lipsius-Bau“ zur HTWK.

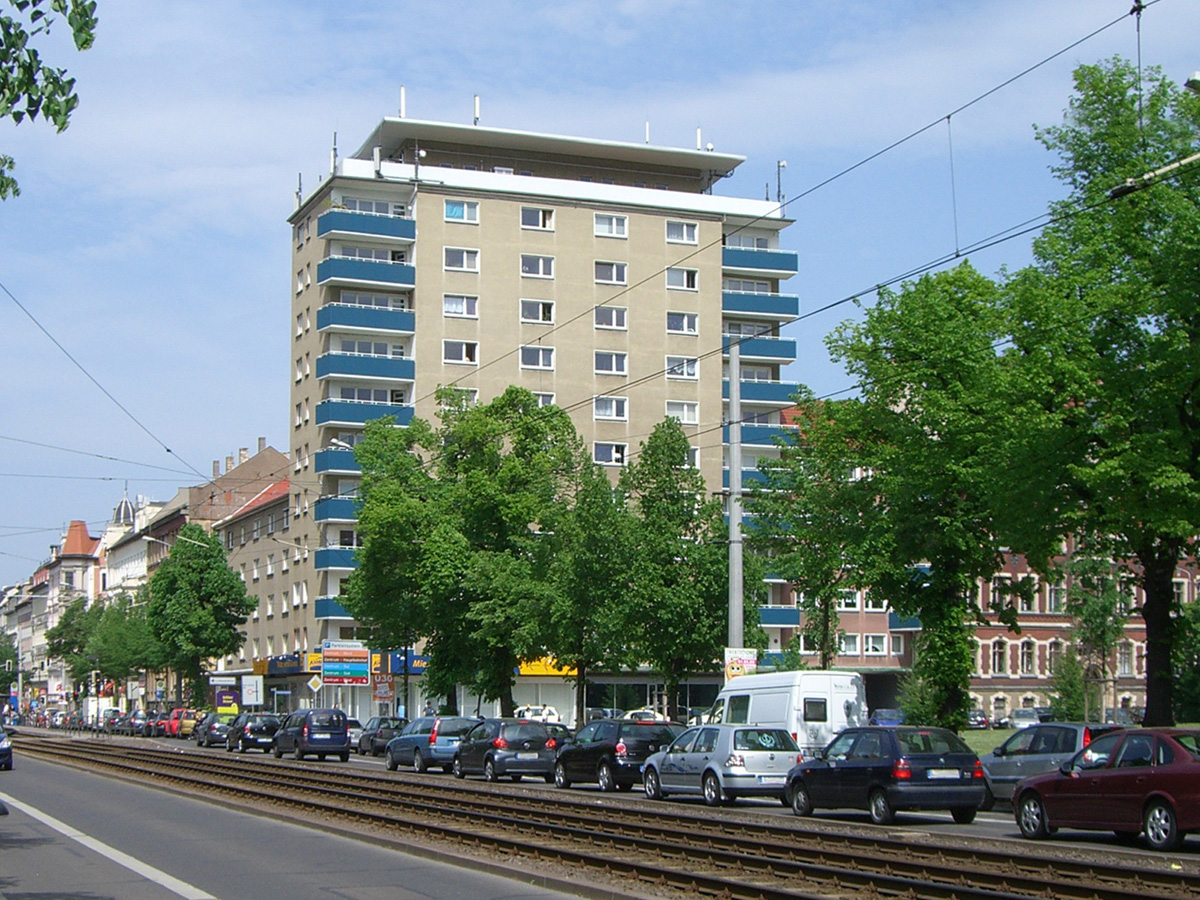
Das Hochhaus von 1964 (2009)
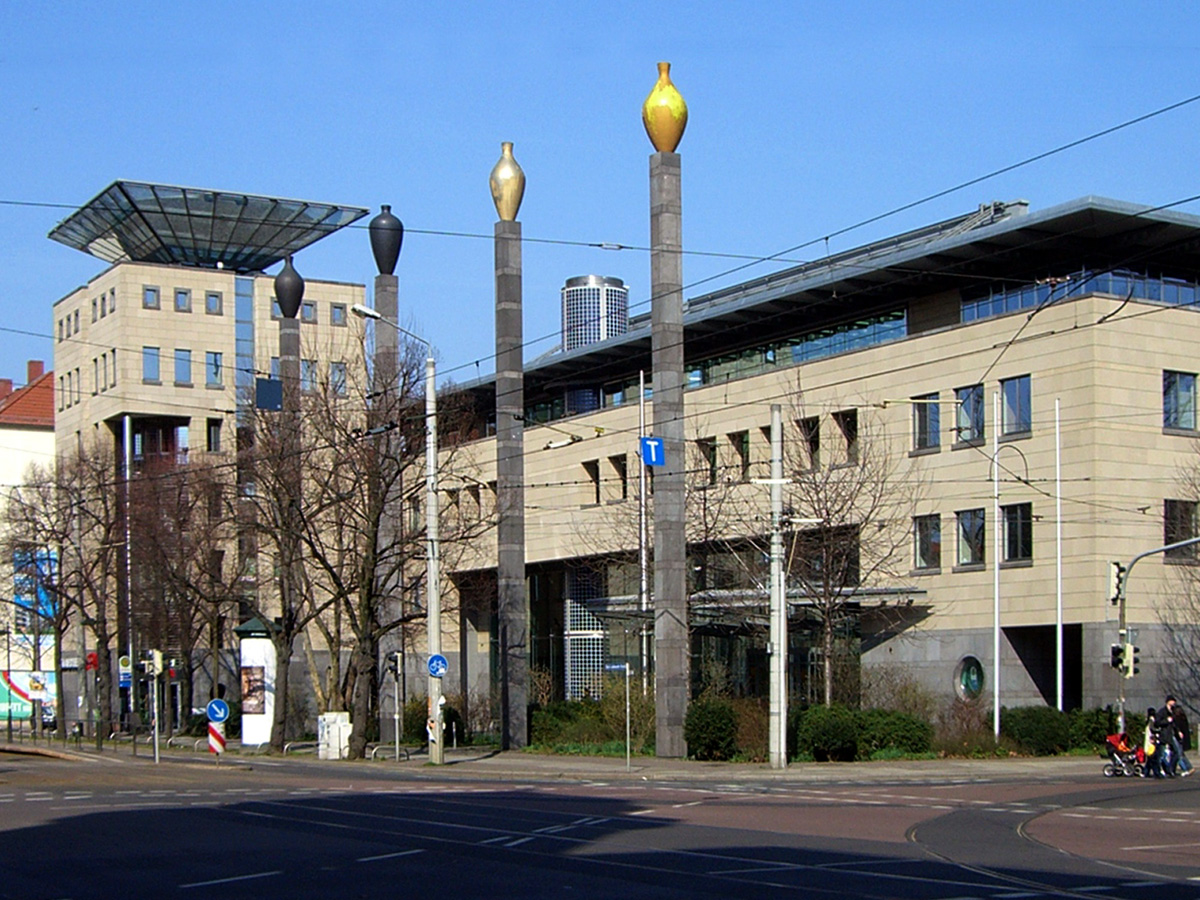
Die Bundesbankfiliale (2009)
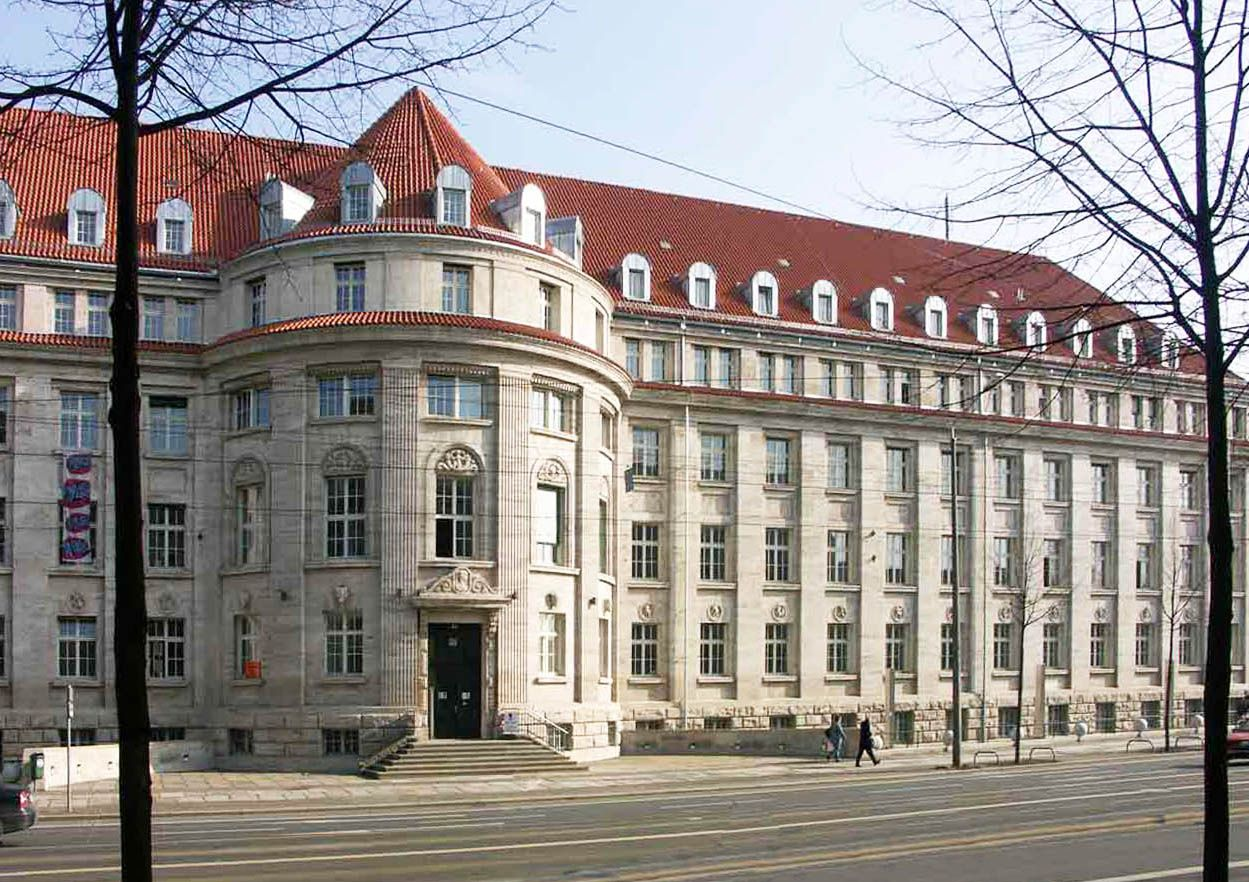
Die ehemalige SED-Bezirksleitung (2006)
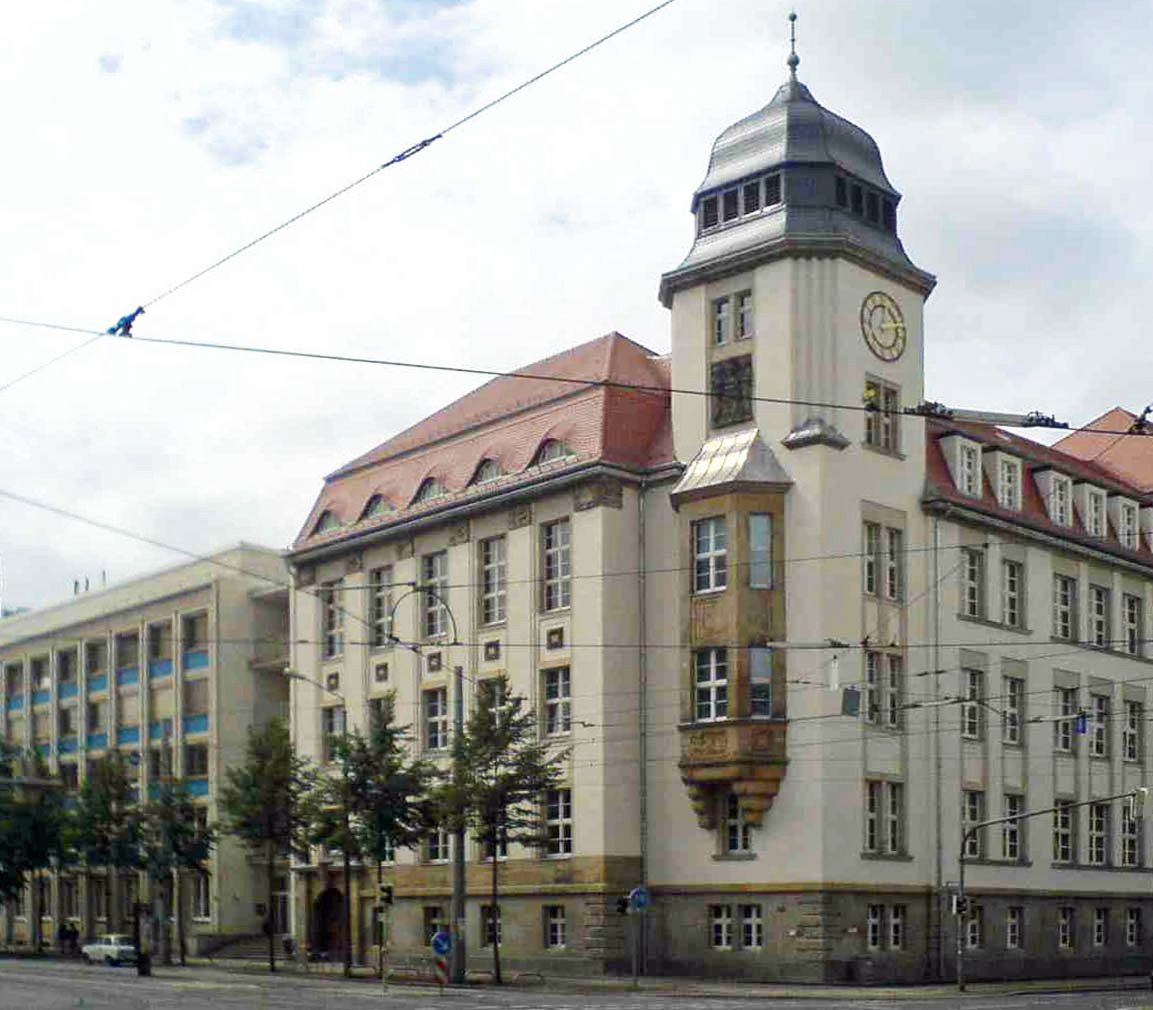
Das Hauptgebäude (Geutebrück-Bau) der HTWK (2005)
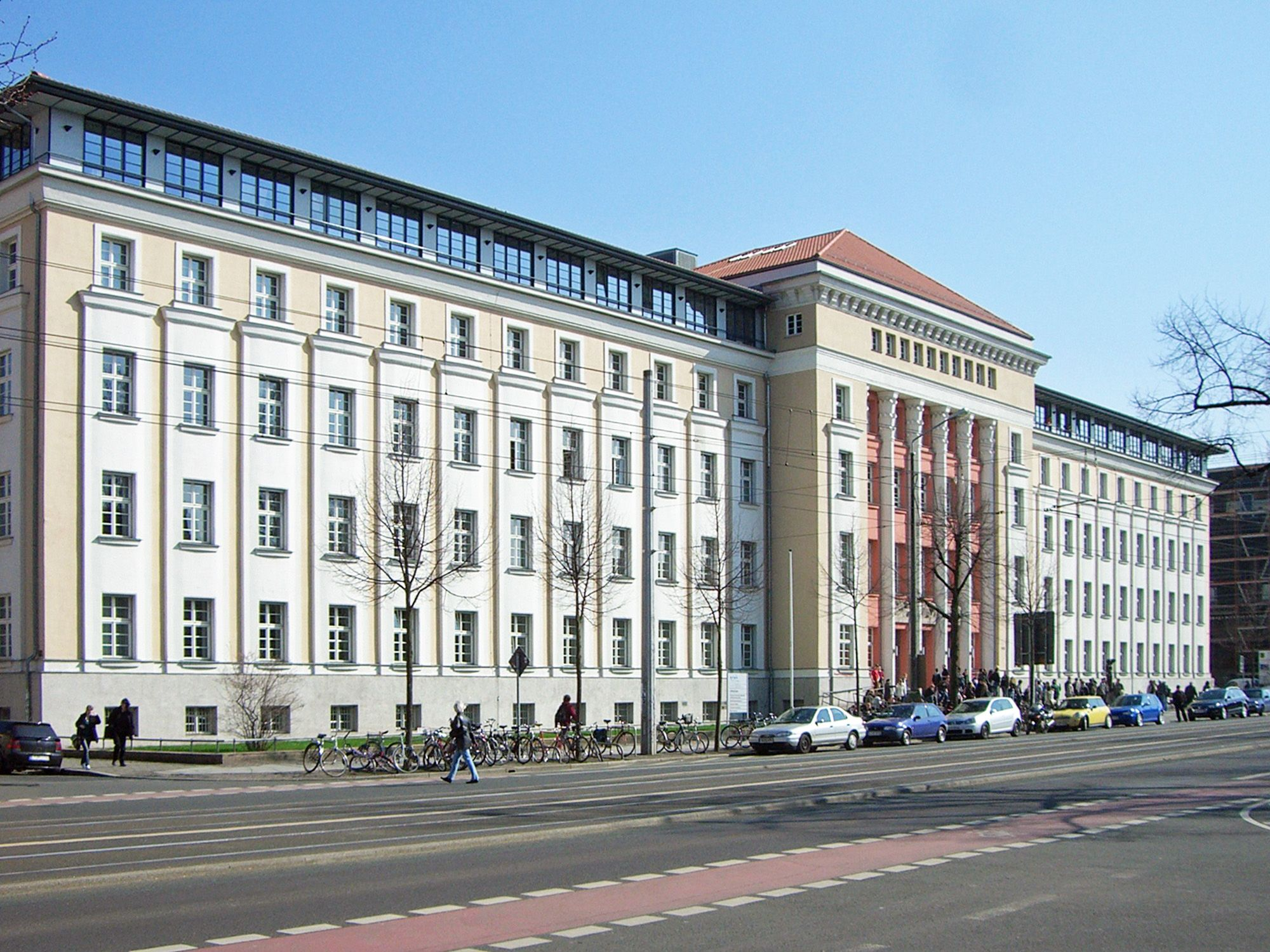
Der Lipsius-Bau der HTWK (2009)